# Planet Hemp
Planet Hemp fue una banda brasileña de hip hop y rock, aunque también incorporaban elementos de funk, hardcore, punk, ragga y samba en sus composiciones. Este sonido, fruto de una fusión de tantos y diversos géneros musicales fue bautizado como "Raprocknrollpsicodeliahardcoreragga" por los miembros de la banda.
Su sonido recuerda a Beastie Boys, Cypress Hill, Public Enemy, Red Hot Chili Peppers o Rage Against the Machine.
En cuanto al contenido lírico, éste gira en torno a la legalización de la marihuana y la crítica social.
Cesaron su actividad en 2001 debido a diferencias entre sus componentes. Actualmente Marcelo D2, BNegão y Black Alien siguen su carrera en solitario.

## Curiosidades
- Skunk, miembro de la banda hoy fallecido conoció a Marcelo D2 mientras vendía camisetas de rock, ya que Marcelo vestía una camiseta de un grupo de hardcore, y empezaron a entablar conversación en torno a sus afinidades musicales.
- Los miembros del grupo fueron detenidos por hacer apología del consumo de drogas.[2]
- El grupo se ha vuelto a reunir en 2010 para dar algún que otro concierto, por lo que se especula con la salida de un nuevo trabajo.[3]

## Discografía
- (1995) Usuário
- (1996) Hemp New Year (EP)
- (1997) Os Cães Ladram Mas a Caravana Não Pára
- (2000) A Invasão do Sagaz Homem Fumaça
- (2001) MTV ao Vivo: Planet Hemp (álbum en vivo, también lanzado en DVD)
- (2022) Jardineiros